# Site archéologique de Lugovi
Le site archéologique de Lugovi (en serbe cyrillique : Археолошко налазиште Лугови ; en serbe latin : Arheološko nalazište Lugovi) est situé à Županjac, en Serbie, dans la municipalité de Lazarevac et sur le territoire de la ville de Belgrade. Il remonte à l'Empire romain. En raison de son importance, il figure sur la liste des sites archéologiques protégés de la république de Serbie et sur la liste des biens culturels de la ville de Belgrade.

## Présentation
Le site archéologique de Lugovi, à Županjac, est situé au sud du village, sur le côté droit de la route qui mène de Belgrade à Ljig, connue sous le nom d'Ibarska magistrala, la « route de l'Ibar ».
En s'appuyant sur des textes et sur des découvertes réalisées en surface, des fouilles plus systématiques ont été entreprises en 1982, particulièrement dans la partie sud-est du site. Elles ont permis de mettre au jour un vaste complexe de constructions, notamment deux bâtiments dont l'un représentait la partie résidentielle de l'ensemble.
Le site est considéré comme important pour l'étude des données économiques de la période romaine dans la région de l'actuelle ville de Belgrade, en particulier celles liées à la métallurgie. Les découvertes architecturales et les objets retrouvés ont permis de dater l'ensemble de la fin du IIIe siècle et du début du IVe siècle.